# غدب صحراوي
غدب صحراوي (باللاتينية: Scrophularia desertorum) هو نوع نباتي يتبع جنس الغدب من الفصيلة الغدبية.